# Elias Eliot
Elias Eliot (født 26. juli 1976) er en dansk radio og podcastvært og forfatter.
Eliot har tidligere arbejdet som skuespiller på forskellige kortfilms- og spillefilmsprojekter siden 1997, hvor han medvirkede i den uafhængige spillefilm Nattens Engle. 
I 2005 medvirkede han i kortfilmen Jackpot og medvirkede i spillefilmen Glimt i 2006. 
I de senere år har Elias lagt stemme til flere tegnefilm.
Fra 2007 til 2019 var han fast live speaker på DR2.
I 2011 distribuerede han kultfilmen The Room, der betragtes som en af verdens dårligste film, i Danmark.
Elias er en af hovedkræfterne og filmprogrammørerne bag filmfestivalen Blodig Weekend, som han var med til at grundlægge i 2012. Festivalen er en årlig tilbagevendende begivenhed, med danske og internationale gæster, og med fokus på genrefilm og gys. 
Elias har været fast filmgæst i programmet Fredagsbaren på P4, samt Go' Morgen P3, og er fast besøgende i GO' Morgen Danmark.
I 2014 blev han vært og medskaber af podcasten Han Duo, sammen med Jacob Ege Hinchely, hvor de anmelder film, tv-serie og spil. Podcasten stoppede i 2024. 
I 2022 udgav han sammen med Jacob Ege Hinchely bogen 'I Koboldens Skygge'. Første bind i 'Blod og Stål' serien, hvor det er læseren der selv vælger handlingen. I 2023 udkom anden og sidste bog 'Kødhavn'.  
I 2024 udgiver Elias sin solo debut 'Vampyrdæmonens Rige', som også er en bog hvor læseren selv vælger handlingen. Det er første bind i Skæbnekrøniker serien.   
Elias har også været vært flere gange ved store symfonikoncerter. Sammen med Jacob Ege Hinchely var han vært ved DR Symfoniorkestrets koncerter 'Duellen - Morricone Slår Igen' samt 'Raiders of the Symphony' i 2023.
Derudover har Elias været vært ved Aalborg Symfoniorkesters koncerter 'Video Games in Symphony' samt 'Galaxymphony' i 2024.
I maj i 2024 begyndte Elias at udgive podcasten 'Kommentarsporet', hvor han ser en dansk film sammen med nogle af hovedkræfterna bag. Gæsterne tæller blandt andre: Erik Clausen, Dennis Jürgensen, Martin Schmidt, Mick Øgendahl, Rasmus Heide, Jes Holtsø og Ghita Nørby.   
Siden august 2022 har Elias været fast eftermiddagsvært på Radio 100

## Udvalgt Filmografi
- Glimt (2006) - Morten
- Dragejægerne (2008) - Gildas (stemme)
- Ultimate Avengers (2006) - Hank Pym (stemme)
- Ultimate Avengers 2 (2006) - Black Panther (stemme)
- Next Avengers: Heroes of Tommorow - (2008) - Hawkeye (stemme)
- Iron Man: Armored Adventures (2008) - Whiplash (stemme)
- Vilde Rolf Smadrer Internettet (2018) - Stormtrooper (stemme)
- Riget Exodus (2022) Journalist

## Bogudgivelser
- I Koboldens Skygge Arkiveret 3. maj 2023 hos  Wayback Machine (sammen med Jacob Ege Hinchely). Forlaget Silhuet, 2022

- Kødhavn Arkiveret 3. maj 2023 hos  Wayback Machine (sammen med Jacob Ege Hinchely). Forlaget Silhuet, 2023
- Vampyrdæmonens Rige, Forlaget Silhuet, november, 2024
- Copenhellbound, Forlaget Silhuet, juni, 2025